# Grenade F1 (Russie)
Pour les articles homonymes, voir Grenade F1.
La grenade F-1 est une grenade à main défensive à fragmentation qui fut conçue par l'URSS, en s'inspirant de la grenade française F1 modèle 1915 de la Première Guerre mondiale. On la surnomme fréquemment « limonka » (diminutif de лимон/limon, « citron »).
La F-1, introduite à partir de 1940 et largement utilisée durant la Seconde Guerre mondiale, son design fut modifié après la guerre. Elle a une coque en acier striée pour se fragmenter pendant la détonation, et l'empêcher de glisser des mains. La grenade peut être lancée à environ 30-45 mètres. Certains fragments peuvent être envoyés à 200 mètres, et le rayon d'action atteint les 30 mètres.
La F-1 fut adoptée par plusieurs pays étrangers, tels que l'Irak et quelques autres pays du monde arabe. Elle présente des variations de conception selon le pays de production (en termes de finition et de design).
Aujourd'hui obsolète, sa production a été arrêtée[Quand ?]. Cependant, il existe encore des stocks en service,  et elle est utilisée au combat comme en Ukraine pendant la guerre russo-ukrainienne[réf. à confirmer].

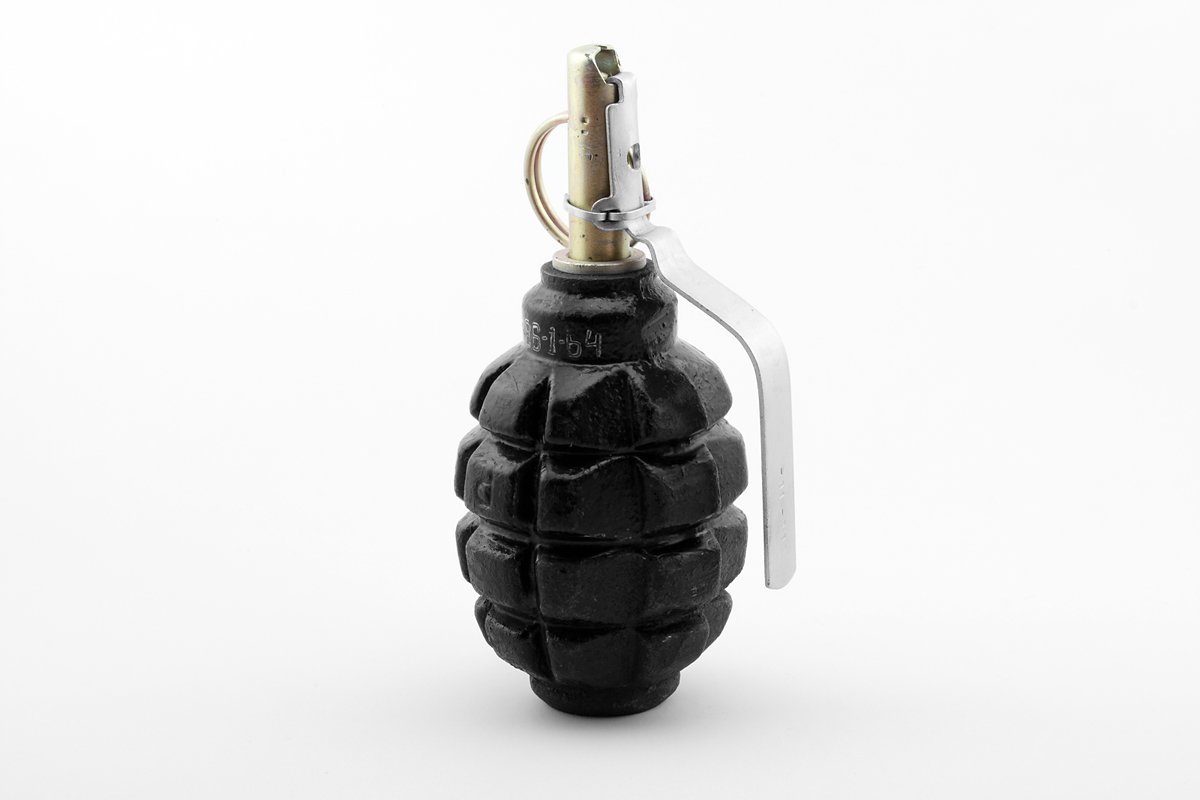
Photo d'une grenade F-1.
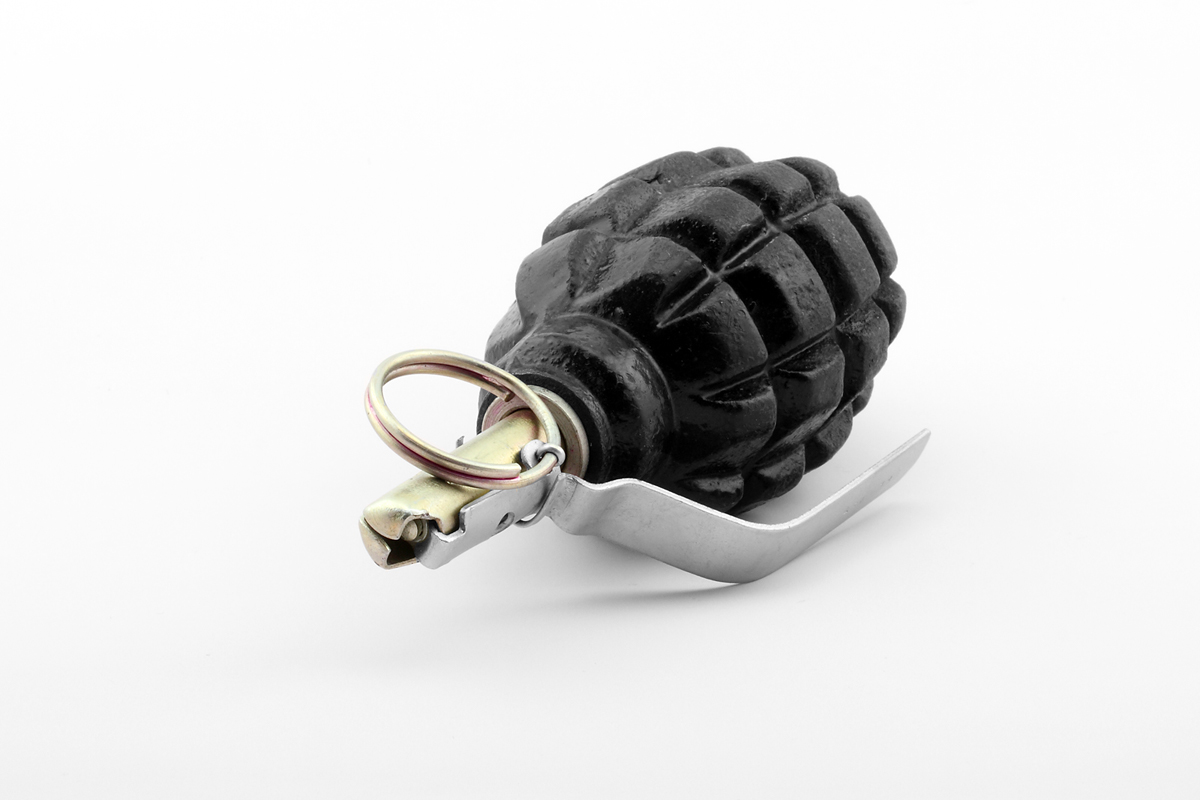
Photo d'une grenade F-1.
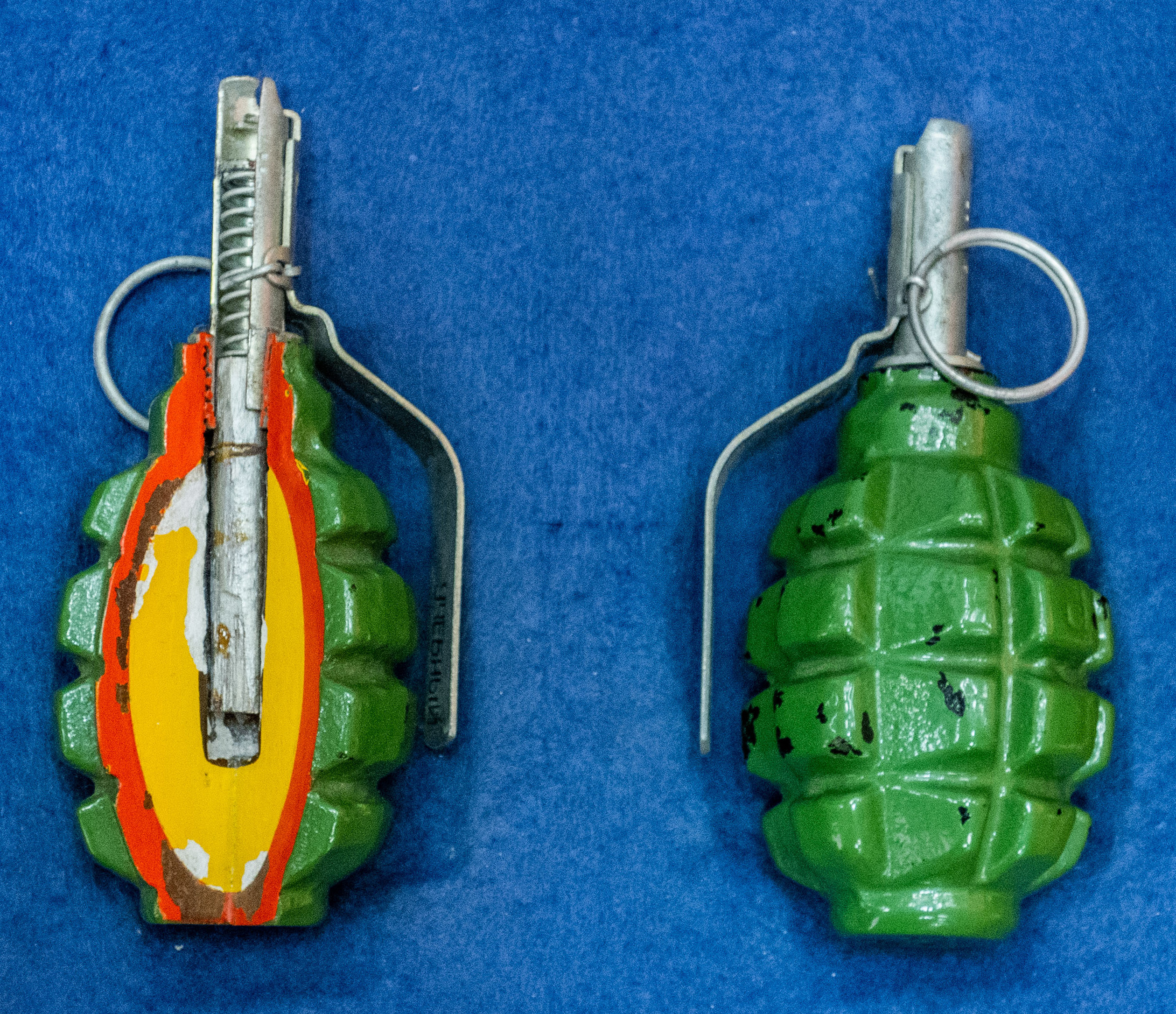
Vue en coupe.